# Geodetikus vonalak
Geodetikus vonalnak vagy geodéziai vonalnak nevezzük egy tetszőleges összefüggő és folytonos felületdarab (sík, gömb, henger, Föld-felszín, ...) két pontját összekötő legrövidebb utat. 
- A sík geodetikus vonalai egyenesek.
- A gömbfelület geodetikus vonala az ortodróma, egybeesik a két ponton átmenő főkörrel.[1]
- A körhengeren az alkotók, a tengelyre merőleges síkmetszetek (vezérkörök) és az állandó emelkedésű csavarvonalak a geodetikus vonalak.
- A forgáskúpon az alkotók és az állandó emelkedésű csigavonalak a geodetikus vonalak.
- Fizikai megfogalmazás szerint az elgurított golyó pályája a görbe felület geodetikus vonala. (Súrlódásmentes mozgás esetén.)